# Simon Hanselmann

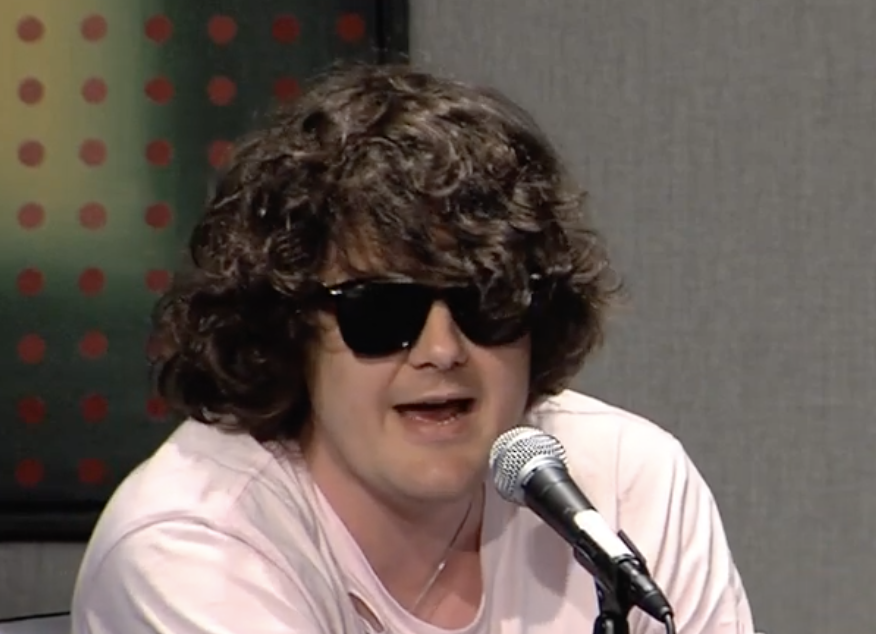
Simon Hanselmann

Simon Hanselmann (* 1981 in Launceston) ist ein australischer Comiczeichner.

## Leben
Simon Hanselmann wurde in Launceston, Tasmanien geboren und wuchs bei seiner heroinabhängigen Mutter auf. Schon früh übte er sich als Comiczeichner, auch um den schwierigen Verhältnissen zu entkommen. Hanselmann identifiziert sich als gender-fluid. Um 2008 schuf er die drogenabhängigen Protagonisten Megg, Mogg & Owl, die sich an die britische Kinderbuchreihe Meg and Mog von Helen Nicoll anlehnt.
2013 und 2014 wurde er für den Ignatz Award nominiert. Seit dieser Zeit wurden seine Arbeiten auch international beachtet und im Magazin Vice veröffentlicht. In Deutschland erschienen einige seiner Arbeiten beim Avant-verlag.